# Arantxa Gurmendi
Arantxa Gurmendi (San Sebastián, 3 de noviembre de 1944-23 de diciembre de 2023) fue una actriz y activista española, de ascendencia vasca.

## Biografía
Su madre fue actriz. 
Su pareja fue Antton Elosegi Aldasoro. 
En 2010 fue diagnosticada con enfermedad de Alzheimer, se convirtió activista y miembro de la Asociación Guipuzcoana de Familiares, Amigos y Personas con Alzheimer (AFAGI) y participó en varias campañas.
Falleció en 2023 a los 79 años, de la enfermedad de Alzheimer en San Sebastián.

## Filmografía
- 2009, Euskolegas
- 2008, Mi querido Klikowsky
- 2007, Desaparecida
- 2006, Mihiluze  (miembro del jurado)
- 2005 - 2007, Cuéntame
- 2004, Hogar (cortometraje)
- 1994, Goenkale
- 1991, Dos y uno